# خوسيه لويس كاراسكو
خوسيه لويس كاراسكو غاميز (بالإسبانية: José Luis Carrasco)‏ (ولد في 27 أبريل 1982) هو إسباني محترف سباق الدراجات على الطريق لنظام المدارات القارية وهو حالياً في فريق الأندلس للدراجات.

## روابط خارجية
- خوسيه لويس كاراسكو على موقع الاتحاد الدولي للدراجات (الإنجليزية)
- خوسيه لويس كاراسكو على موقع أرشيف الدراجات (الإنجليزية)
- خوسيه لويس كاراسكو على موقع إحصائيات الدراجات الإحترافية (الإنجليزية)
- خوسيه لويس كاراسكو على موقع نسبة الدراجات (الإنجليزية)
- خوسيه لويس كاراسكو على موقع CycleBase (الإنجليزية)